# Domo-kun
En Domo-kun (en japonès, どーもくん) és la mascota de la cadena de televisió japonesa NHK, i apareix a força curts animats mitjançant la tècnica stop-motion.
En Domo-kun, una petita criatura marró amb aparença de monstre estrany, té els ulls negres i una boca oberta que ens mostra les seves dents punxegudes. El seu menjar preferit és la carn de vaca amb patates; les pomes, en canvi, no li agraden gens. Acostuma a tirar-se pets descaradament quan té por.
Viu en un cau subterrani amb l'Usajii, un vell conill savi a qui l'encanta veure la televisió i beure te (en japonès, "Usagi" vol dir conill i "Oyaji", home gran).
Va ser batejat al segon capítol de la seva sèrie, quan un presentador li va dir: "Domo Konnichiwa", que vol dir "Hola a tu també". El sufix "-kun" no forma part del seu nom: aquesta partícula s'empra sovint en anomenar nois joves.
En Domo-kun ja ha esdevingut tota una icona de la societat japonesa: el 90% dels escolars el coneixen i s'hi comercialitzen tota mena d'articles basats en el personatge.
També és conegut per una imatge còmica que circula per Internet, en què apareixen dos Domo-kuns perseguint un gat. Davall la fotografia hi apareix un rètol en què es pot llegir la frase: "Cada cop que et masturbes, Déu mata un gat. Si us plau, pensa en els gats". També n'hi ha diverses variants, amb frases diverses, o imatges semblants en què els protagonistes s'intercanvien els papers i són els gats els qui persegueixen en Domo-kun.